# Ajedrez (El) argentino
Ajedez (El) argentino – argentyńskie czasopismo szachowe ukazujące się w latach 1923–1925. Jego wydawanie zostało wznowione w 1947 roku. W okresie braku pisma ciągłość utrzymywało Ajedez (El) americano. Pismo było organem Argentyńskiej Federacji Szachowej.